# Initiative civique croate
L'Initiative civique croate (en croate et monténégrin : Hrvatska građanska inicijativa, HGI ; en monténégrin cyrillique : Хрватска грађанска иницијатива, ХГИ) est un parti politique représentant la minorité croate au Monténégro. 

## Histoire
L'Initiative civique croate (HGI) est fondée le 24 août 2002. Il participe la même année à son premier scrutin lors des élections locales dans la commune de Tivat et établi son siège dans cette ville. HGI obtient ses meilleurs résultats électoraux dans la région des bouches de Kotor, du fait que la minorité croate est concentrée principalement dans les communes de Tivat et de Kotor. Marija Vučinović est la présidente du parti de 2005 jusqu'à sa destitution en 2019. Lors des élections législatives monténégrines de 2009, l'Initiative civique croate fait partie de la coalition victorieuse du scrutin Monténégro européen, aux côtés du Parti démocratique des socialistes (DPS), du Parti social-démocrate (SDP), de l'Union démocratique des Albanais (UDSh) et du Parti bosniaque (BS).
HGI se présente de manière indépendante aux élections législatives de 2012 et obtient 0,4 % des voix, remportant ainsi un siège au Parlement, en raison du seuil électoral plus bas prévu pour la minorité croate, fixé à 0,35 %. Le parti rentre dans un gouvernement de coalition post-électoral avec le DPS et le SDP au pouvoir. Le seul représentant parlementaire du parti est Adrian Vuksanović, élu nouveau président du parti en 2019,.
En février 2019, à la suite de désaccords idéologiques avec les membres du HGI, Marija Vučinović est démise de ses fonctions de présidente par le conseil de direction du parti, tout en restant ministre du gouvernement monténégrin. Finalement, elle décide de quitter le parti avant les élections législatives de 2020. En juillet 2020, elle devient l'une des fondatrices du Parti réformiste croate afin de représenter la minorité croate, créé par une scission du HGI ayant fait défection du parti. Lors du premier congrès du parti, Vučinović est élu présidente du nouveau parti. Ce nouveau parti se présente aux élections législatives de 2020, en lice pour un siège parlementaire croate face au HGI. Comme les deux partis sont en lice pour représenter les intérêts de la minorité croate, leurs voix se retrouvent divisés, ce qui a conduit à ce que aucun parti ne franchisse le seuil électoral de 0,35 %.
En avril 2022, après la chute du gouvernement Krivokapić, le nouveau gouvernement de Dritan Abazović est composé avec Adrian Vuksanović du HGI en tant que ministre sans portefeuille.

## Résultats électoraux
| Élection | Chef              | Résultat  | Résultat | Résultat | Résultat      | Coalition | Gouvernement        |
| Élection | Chef              | Suffrages | %        | Sièges   | +/–           | Coalition | Gouvernement        |
| -------- | ----------------- | --------- | -------- | -------- | ------------- | --------- | ------------------- |
| 2006     | Marija Vučinović  | 164 737   | 48,62    | 1 / 81   | Nv            | ECG       | Soutien             |
| 2009     | Marija Vučinović  | 168 290   | 51,90    | 1 / 81   |               | ECG       | Soutien             |
| 2012     | Marija Vučinović  | 1 470     | 0,40     | 1 / 81   | en stagnation | –         | Gouvernement        |
| 2016     | Marija Vučinović  | 1 801     | 0,47     | 1 / 81   | en stagnation | –         | Gouvernement        |
| 2020     | Adrian Vuksanović | 1 106     | 0,27     | 0 / 81   | 1             | –         | Extra-parlementaire |
| 2023     | Adrian Vuksanović | 2 226     | 0,74     | 1 / 81   | 1             | –         | Opposition          |